# ジェトゥリオ・ドルネレス・ヴァルガス
ジェトゥリオ・ドルネレス・ヴァルガス（ポルトガル語: Getúlio Dornelles Vargas、1882年4月19日 - 1954年8月24日）は、ブラジルの政治家。1930年から1945年までの間と、1951年から1954年までの間にブラジル大統領を務めた。愛称はGegê（ジェジェ）。

## 経歴
1882年にブラジル南部リオグランデ・ド・スル州のアルゼンチンとの国境地帯に位置するサン・ボルジャ（São Borja）で生まれた。父親は軍人、政治家であるマヌエル・ヴァルガス。
リオ・パルドの士官学校に進むが卒業間際に退学し、ポルトアレグレ法科大学（現在のリオグランデ・ド・スル連邦大学法学部）に転じる。大学卒業後、一時ポルトアレグレで検察官として働くもののすぐに故郷に戻り、学生時代から党員として支持活動をしていたリオグランデンセ共和党を通じて政界入りする。1911年3月にダルシー・リマ・サラマーニョと結婚した。政治家として州議会議員、連邦議会議員を経て、1926年から1927年には大蔵大臣、1928年から1930年まではリオグランデ・ド・スル州知事も務めた。
1930年の大統領選挙で前サンパウロ州知事であるジュリオ・プレステスに敗れるが、当時の政治腐敗などの不満を背景に、軍事クーデターを成功させて政権を掌握した。これによってブラジルはサンパウロ州とミナスジェライス州の２州の有力者による寡頭支配体制であるカフェ・コン・レイテ時代が終焉を迎えた。
ヴァルガスは当初、自身が影響を受けていたテネンチズモの指導者であるルイス・カルロス・プレステスに軍部のトップを打診するもプレステスはブラジルの共産党を率いることを選んで拒否し、軍上層部が懸念していた共産主義者のゲリラと対決する道を歩むこととなった。統一国家の建設を目標にサンパウロの反乱を鎮圧し、1934年に議会から認められて正式に大統領の座についた。中央集権的でファッショ色の強い新憲法を制定し、イデオロギーの国家統一を口実に共産党の反乱を鎮圧に乗り出し、1935年にはルイス・カルロス・プレステスが煽動した軍隊内の共産党の反乱は完全に鎮圧されることとなった。
1937年、大統領選挙を目前とする中で、再び軍事行動によって選挙を中止させると、議会も解散させて独裁政治を行った（この時期をエスタード・ノーヴォ体制（新国家体制）とも称する）。新国家の樹立にも力を尽くした極右政党のブラジル統合主義運動も解散させた。労働者の保護と規制による体制化、資源の国有化、有色移民の制限を規定した憲法によって、イタリアやドイツの全体主義に似た理念で自主外交の確立と統一国家の形成を目指した。
やがて経済的にも関係が深いアメリカ合衆国との協調路線を明らかにして、1942年に日本やドイツ、イタリアに宣戦布告し、第二次世界大戦に参戦。1944年にはイタリア戦線に派兵した。ヴァルガスの独裁は第二次世界大戦中も続き、日系人の強制収容も行うが、終戦後の1945年10月末に軍事クーデターが起こり失脚した。しかし同じ年のうちに上院議員に選出された。
1951年には、ヴァルガスはかつてのような軍事クーデターでなく、ブラジル史上初の民主的選挙によって大統領に就任した。その際、都市プロレタリアートやかつての政敵の共産党などの左翼からの支持も集め、その政治姿勢はかつてより左傾化しており、このために第二次ヴァルガス政権と、以降1964年までの諸政権の時代をポプリズモ時代と呼び、1953年には「石油は私たちのもの」(O petróleo é nosso)を掲げてペトロブラスを設立した。
しかし、彼の民族主義的、ポプリスタ的姿勢は都市労働者や中流階級を引きつけたが、戦後の好況期の終わりとともに支持も衰退した。また、ヴァルガスを追及する姿勢をとるジャーナリストであるカルロス・ラセルダの暗殺計画に「黒い天使」（Anjo Negro）の異名を持つ黒人のヴァルガスの側近で護衛隊長であるグレゴリオ・フォルトゥナートが関与した疑惑が持ち上がり、ヴァルガスへの退陣要求が強まった。こうした中、1954年8月25日にヴァルガスはピストル自殺を遂げた。

## エピソード

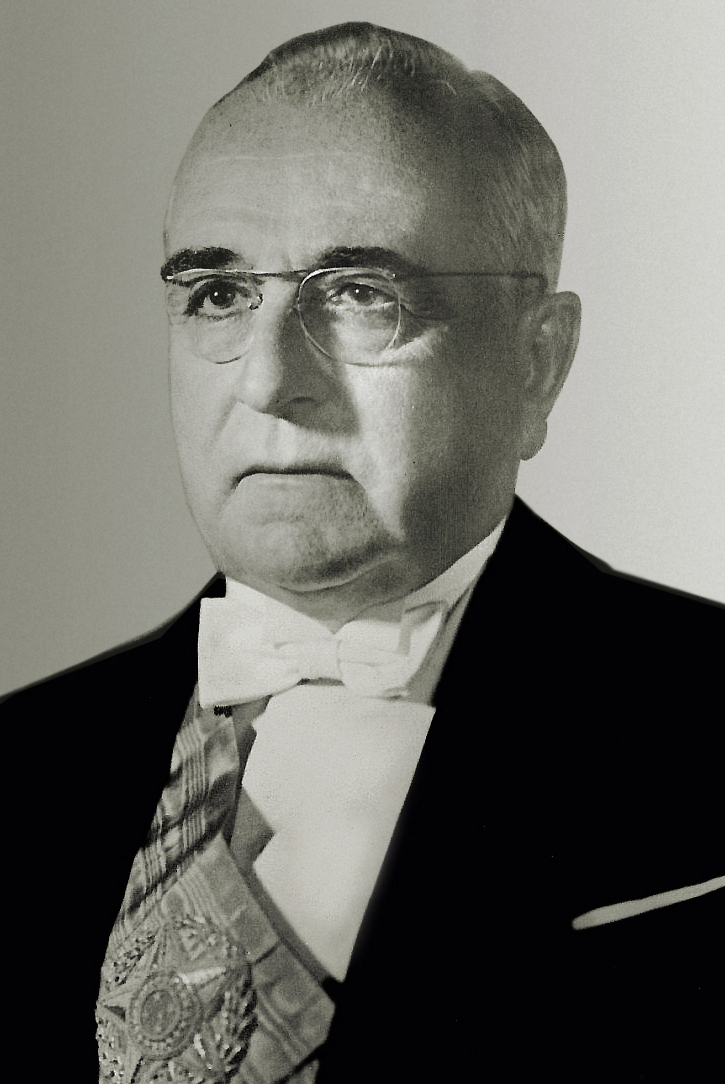
二期目の写真。1951年撮影。

ブラジルを代表するミュージシャンであるエドゥ・ロボとシコ・ブアルキの共作曲である「Dr. Getulio」では、彼は国民から最も愛された首領で、革命が成功してからずっと自由主義のリーダーを務め、資本家と闘い高い国際的利益をもたらしたと讃えている。この曲はシモーネによってカヴァーされた。
1938年、新憲法制定後、ブラジル統合主義運動の民兵団によって当時首相公邸であったグアナバラ宮殿が襲撃された際は衛兵とともに自ら銃を取り応戦し、生き延びている。
1962年より発行されていた旧10クルゼイロ紙幣に肖像が使用されていた。
本来は1882年生まれであるが、士官学校への入学資格を得るために生年を1883年と偽っていた。